# 온에어시스템
온에어 시스템은 2000년에 설립된 영상 매체 전문 기업이다. 원래 컴퓨터 판매 사업과 기업의 IT 장비를 보수하는 사업을 하다 2006년에 경인방송이 보유하고 있던 텔레비전 방송 장비들을 인수하여 영상매체 사업을 시작하였다.

## 같이 보기
- 경인방송